# Izatullo Khayoyev
Izatullo Khayoyev (tiếng Tajik: Иззатулло Ҳаёев, Izzatullo Hayoyev; tiếng Nga: Изатулло Хаёевич Хаёев, 22 tháng 6 năm 1936 – 25 tháng 4 năm 2015) là phó chủ tịch Tajikistan từ tháng 12 năm 1990 đến ngày 25 tháng 6 năm 1991. Ngoài ra ông là thủ tướng Tajikistan với tư cách là chủ tịch Hội đồng Bộ trưởng từ tháng 4-1986 đến tháng 12-1991 và từ tháng 12-1991 đến tháng 1-1992. Ông qua đời vào ngày 25 tháng 4 năm 2015, ở tuổi 78.